# Lijst van bedrijfskundigen
Hieronder volgt een lijst van bedrijfskundigen, of wetenschappers uit andere disciplines, die een belangrijke bijdrage hebben geleverd aan de bedrijfswetenschappen:

## A
- Russell L. Ackoff (1919-2009), Amerikaans bedrijfskundige en operationeel onderzoek pionier.
- Igor Ansoff (1918-2002), Russisch-Amerikaans econoom en wiskundige en strategisch management pionier.
- Ingeman Arbnor (1949), Zweeds bedrijfskundige en methodoloog.
- Chris Argyris (1923), Amerikaans bedrijfskundige.
- Albert van Assen (1940-2006), Nederlands bedrijfskundige, organisatieadviseur en sociotechniek pionier.

## B
- Jacques Benders (1925), Nederlands wiskundige en hoogleraar Operations Research.
- Berend Willem Berenschot (1895-1964), Nederlands ingenieur, organisatieadviseur en hoogleraar bedrijfsleer.
- Björn Bjerke (1941), Zweeds bedrijfskundige en methodoloog.
- Ken Blanchard (1939), Amerikaans zakenman, consultant en managementauteur.
- José Bloemer (1961), Nederlands economisch psycholoog en hoogleraar bedrijfskunde
- Piet Bolwijn (1938, Nederlands bedrijfskundige, organisatieadviseur en hoogleraar Management en Technologische en Industriële vernieuwing.
- Hugo Bosch (1930-1989), Nederlands ingenieur, organisatieadviseur en hoogleraar bedrijfskunde.
- Jan Bots (1951), Nederlands ingenieur en hoogleraar controlling.
- Constant Botter (1928), Nederlands ingenieur, bedrijfskundige en hoogleraar interne bedrijfsorganisatie.
- Adrianus Lambertus Brok (1911-1986), Nederlands accountant en hoogleraar "Administratieve organisatie".
- Henri Johan Frans Willem Brugmans (1884-1961), Belgisch psycholoog, hoogleraar en wegbereider van de psychotechniek.
- Yvonne Burger (1965), Nederlands bedrijfskundige en hoogleraar "Organisatiecultuur, communicatie en leiderschap"

## C
- Léon de Caluwé (1950), Nederlands bedrijfskundige, consultant en hoogleraar advieskunde.
- Jack Canfield (1944), Amerikaanse managementgoeroe.
- Alfred Chandler (1918-2007), Amerikaans historicus en bedrijfskundige.
- Ronald Coase (1910), Brits econoom en Nobelprijswinnaar in 1991.

## D
- Herman Daems (1946), Belgisch econoom en hoogleraar bedrijfskunde.
- W. Edwards Deming (1900-1993), Amerikaanse statisticus.
- Eldert Johannes van Det (1863-1948), Nederlands onderwijzer en bestuurder van eerste sociaal-wetenschappelijke adviesbureau in Nederland.
- Johan Frederik ten Doesschate (1904-1964), Nederlands bedrijfseconoom en hoogleraar bedrijfshuishoudkunde.
- Hans Doorewaard  (1948), Nederlands bedrijfskundige en hoogleraar organisatie-ontwikkeling.
- Peter Drucker (1909-2005), Amerikaans auteur,  schrijver, consultant en hoogleraar organisatieleer en management.
- Wim van Dinten (1940), Nederlands hoogleraar bedrijfskunde, ontwikkelaar van een organisatietheorie waarin betekenisgeving centraal staat.

## E
- Leif Edvinsson (1946), Zweeds bedrijfskundige en expert omtrent intellectueel kapitaal en kennismanagement.
- Agner Krarup Erlang (1878–1929), Deense wiskundige, statisticus en ingenieur.
- Frans van Eijnatten (1951), Nederlands organisatiepsycholoog en wegbereider van sociotechniek.

## F
- Henri Fayol (1841-1925), Frans mijndirecteur en een van de grondleggers van organisatiekunde.

## G
- John Kenneth Galbraith (1908-2006), Amerikaanse econoom.
- Henry Laurence Gantt (1861–1919), Amerikaans ingenieur en managementconsultant.
- Wessel Ganzevoort (1946), Nederlands bedrijfskundige en hoogleraar Organisatiedynamiek- en Innovatie
- Frank Gilbreth (1869-1924), Amerikaans ingenieur, managementconsultant en pleitbezorger van Taylorisme.
- Eliyahu M. Goldratt (1948), Israëlisch managementconsultant en bedenker van de Theory of constraints.
- Harry H. Goode (1909-1960), Amerikaans computerwetenschapper en bedrijfskundige en grondlegger van systems engineering.
- Ad van Goor (1948), Nederlandse bedrijfseconoom en bedrijfskundige en hoogleraar logistiek.
- Jan Grijpink (1946), Nederlands econoom, jurist, organisatie-adviseur, en hoogleraar Informatiekunde en keteninformatisering expert.

## H
- Jacob Anton de Haas (1883-1963), Nederland/Amerikaans bedrijfskundige
- Klaas Halbertsma (1928-2009), Nederlands ingenieur, organisatieadviseur, en hoogleraar organisatiekunde.
- Wim Hartman (1929), Nederlandse informatiekundige, organisatie-adviseur en hoogleraar Informatiemanagement.
- George Hendrikse (1958), Nederlands bedrijfskundige en hoogleraar methodologie.
- Friso den Hertog (1946), Nederlands bedrijfskundige, organisatieadviseur en hoogleraar Technologie, organisatiebeleid en organisatie-ontwerp.
- Frederick Herzberg (1923-2000), Amerikaanse psycholoog bekend van motivatietheorie.
- Thijs Homan (1957), Nederlands bedrijfskundige en hoogleraar Implementation and Change Management.
- Ernst Hijmans (1890–1987), Nederlands ingenieur en een van de grondleggers van het organisatie-advies werk in Nederland.
- Albert Humphrey (1926), Amerikaans managementconsultant en ontwikkelaar van Sterkte-zwakteanalyse.

## I
- Kaoru Ishikawa (1915-1989), Japans hoogleraar en kwaliteitsmanagement pionier, bekend van zijn Ishikawa diagram.

## J
- Jan Jonker (1954), Nederlands sociaal wetenschapper en hoogleraar duurzaam ondernemen
- Joseph Juran (1904-2008), Roemeens-Amerikaans ingenieur, managementconsultant, bekend van zijn theorie over kwaliteitsmanagement

## K
- Robert S. Kaplan (1940), Amerikaans bedrijfseconoom en ontwikkelaar van het Balanced scorecard.
- Albertus Bernardus Adrianus van Ketel (1878-1966), Nederlands econoom en hoogleraar in de bedrijfsleer.
- Doede Keuning (1943), Nederlands bedrijfskundige, organisatie-adviseur en hoogleraar bedrijfskunde.
- Arjo Klamer (1953), Nederlandse hoogleraar in de economie van de kunst en cultuur.
- Bert van 't Klooster (1924 - 1994), Nederlands econoom en hoogleraar Administratieve organisatie.
- Philip Kotler (1931), Amerikaans professor in Internationale Marketing.
- John Kotter (1947), Amerikaans bedrijfskundige en emeritus hoogleraar organisatiekunde en veranderingsmanagement.
- Jan Willem Kradolfer (1960), Nederlands politicoloog, organisatieadviseur en bestuurder
- Tabitha van Krimpen (1998), Nederlands theoloog
- Ted Kumpe (1940), Nederlands bedrijfskundige, organisatieadviseur, en hoogleraar sociotechniek.

## L
- Lambertus Hendrik de Langen (1900-1989), Nederlands ingenieur en hoogleraar "Problematiek van leiding en organisatie in het bedrijfsleven"
- Ton de Leeuw (1941), Nederlands ingenieur en bedrijfskundige.
- Wolter Lemstra (1935), Nederlands hoogleraar Publiek Private Samenwerking en Public Management.
- David Jacob van Lennep (1896-1982), Nederlands psycholoog en hoogleraar psychotechniek.
- Theodore Levitt (1925-2006), Amerikaans econoom en marketing hoogleraar
- Rensis Likert (1903-1981), Amerikaanse socioloog en psycholoog bekend door zijn onderzoek van managementstijlen.
- Charles Lindblom (1917), Amerikaanse econoom en politicoloog.
- Henk Lombaers (1920-2007), Nederlands wiskundige en hoogleraar operationele research.
- Johan Marie Louwerse (1887-1953), Nederlands ingenieur en een van de eerste zelfstandige organisatie-adviseur.
- Marjorie A. Lyles (1949), Amerikaanse bedrijfskundige en hoogleraar in internationaal strategisch management.

## M
- Pierre Malotaux (1923), Nederlands organisatie-adviseur en hoogleraar algemene aspecten van de bedrijfsleer.
- Harry Markowitz (1927), Amerikaans econoom en Nobelprijswinnaar in 1990.
- Ernst Marx (1922-2001), Nederlands bedrijfskundige en hoogleraar organisatiekunde.
- Willem Mastenbroek (1942), Nederlandse socioloog, managementconsultant en hoogleraar organisatiecultuur en communicatie.
- George Elton Mayo (1880-1949), Australische managementwetenschapper en grondlegger bedrijfssociologie.
- Douglas McGregor (1906–1964), Amerikaans sociaalpsycholoog en managementprofessor bekend van Theorie X en theorie Y
- Abraham Mey (1890-1971), Nederlands bedrijfseconoom en hoogleraar Bedrijfshuishoudkunde
- Jacob Louis Mey (1900-1966), Nederlands bedrijfseconoom en hoogleraar bedrijfshuishoudkunde.
- Merton Miller (1923-2000), Amerikaans econoom en Nobelprijswinnaar in 1990.
- Henry Mintzberg (1939), Canadees managementwetenschapper.
- Franco Modigliani (1918–2003), Italiaans-Amerikaans econoom en Nobelprijswinnaar in 1985.
- Hugo Münsterberg (1863–1916), Duits-Amerikaanse psycholoog en pionier in psychotechniek.
- Jaap van Muijen (1960), Nederlands psycholoog en hoogleraar aan de Nyenrode Business Universiteit.

## N
- Jo van Nunen (1945-2010), Nederlands ingenieur en hoogleraar logistiek.

## O
- Miel Otto (1939), Nederlands econoom, organisatie-adviseur en hoogleraar besturing van veranderingsprocessen.

## P
- Luca Pacioli (1445-1517), Italiaans wiskundige en franciscaner broeder
- Michael Porter (1947), Amerikaans managementprofessor bekend van zijn vijfkrachtenmodel en waardeketenmodel.
- Tom Peters (1942), Amerikaanse managementauteur bekend van het boek In Search of Excellence uit 1982.
- Walther Ploos van Amstel (1962), Nederlands bedrijfseconoom, logistiek adviseur en lector City Logistiek bij de HVA te Amsterdam.
- Jacob Luning Prak (1898-1979), Nederlands psycholoog en organisatie-adviseur en wegbereider van psychotechniek.

## R
- Franciscus Roels (1887-1962), Nederlands psycholoog, hoogleraar en wegbereiders van psychotechniek.

## S
- Geert Sanders (1942), Nederlands socioloog en hoogleraar "Organisatiekunde, in het bijzonder organisatiecultuur en interorganisationele samenwerking".
- Cornelis Franciscus Scheffer (1911-1979), Nederlands bedrijfseconoom, en hoogleraar bedrijfshuishoudkunde.
- Henri Johan van der Schroeff (1900-1974), Nederlands econoom en hoogleraar bedrijfshuishoudkunde.
- Rien Segers (1947), Nederlands socioloog en hoogleraar bedrijfscultuur.
- Peter Senge (1947), Amerikaanse wetenschapper op het gebied van kennismanagement.
- Ulbo de Sitter (1930), Nederlands socioloog en hoogleraar bedrijfskunde.
- Herbert Simon (1916-2001), Amerikaanse socioloog en Nobelprijswinnaar in 1978.
- Adam Smith (1723-1790), Schotse filosoof en pionier van politieke economie
- Ger Snijkers (1963), Nederlands econoom en hoogleraar methodeleer van bedrijfsonderzoek.
- Arndt Sorge (1945), Duitse econoom en hoogleraar bedrijfskunde.
- Remmer Willem Starreveld (1907- 1995), Nederlands accountant en hoogleraar bestuurlijke informatieverzorging
- Hans Strikwerda (1952), Nederlands bedrijfskundige en hoogleraar Universiteit van Amsterdam.
- Patrick Sullivan is Amerikaanse managementauteur.
- Karl-Erik Sveiby (1946), Zweeds wetenschapper in het kennismanagement.
- Dirk Swagerman (1949), Nederlands bedrijfskundige en hoogleraar controlling

## T
- Frederick Winslow Taylor (1856-1915), Amerikaans ingenieur en grondlegger scientific management
- Ben Tiggelaar (1969) is een Nederlandse managementgoeroe.
- Jack Trout (1955), Amerikaanse managementauteur en consultant
- Andries Twijnstra (1922-2007), Nederlands ingenieur, consultant en hoogleraar organisatiekunde

## V
- Jan in 't Veld (1950), Nederlands ingenieur, managementauteur en logistiek adviseur
- Pieter Verburg (1921), Nederlands econoom en hoogleraar bedrijfshuishoudkunde.
- Petrus Johannes Verdoorn (1911-1982), Nederlands econoom en hoogleraar in de marktanalyse en bedrijfsstatistiek
- Hessel Visser (1950), Auteur, Nederlands ingenieur en docent industriële organisatie.
- Evert van de Vliert (1940), Nederlands psycholoog en hoogleraar "Organisatie en toegepaste sociale psychologie".
- H.K. Volbeda (1905-1978), Nederlands bedrijfskundige en hoogleraar Technische Bedrijfsleer.
- Henk Volberda (1964), Nederlands bedrijfskundige en hoogleraar "Strategisch Management en Ondernemingbeleid"
- J.G.Ch. Volmer (1865-1935), Nederlands accountant en hoogleraar bedrijfsleer en boekhouden.

## W
- Theo van der Waerden (1876-1940), Nederlands ingenieur en politicus, en pleitbezorger van het Taylorisme.
- James Watt (1736-1819), Schots ingenieur en uitvinder van de moderne stoommachine
- Max Weber (1864–1920), Duitse econoom, geschiedkundige en rechtsgeleerde en grondleggers van de sociologie.
- Mathieu Weggeman (1953), Nederlands bedrijfskundige, organisatie-adviseur, en hoogleraar organisatiekunde.
- Jaap Wessels (1939-2009), Nederlands wiskundige en hoogleraar Stochastische Operations Research.
- Eli Whitney (1765-1825), Amerikaans uitvinder, uitvinder van Cotton-Gin scheider.
- André Wierdsma (1949), Nederlands bedrijfskundige en hoogleraar Organiseren en Co-creëren
- Oliver Williamson (1932), Amerikaans econoom en Nobelprijswinnaar voor economie in 2009.
- Pieter Winsemius (1942), Nederlandse bedrijfskundige, publicist en politicus.
- Barbara Wisse (1968), Nederlands socioloog en hoogleraar "Sociale beïnvloeding in organisaties".
- Jacob Wijngaard (1944), Nederlands wiskundige en hoogleraar productiemanagement.
- Maren Leo Wijvekate (1922), Nederlandse organisatie-adviseur en statistiek en methoden van onderzoek expert.